# ティシュリーン・スタジアム
ティシュリーン・スタジアム(英: Tishreen Stadium)は、シリアの首都ダマスカスにある多目的スタジアムである。

## 概要
収容人数は12,000人。主にサッカーの試合に用いられる。AFCチャンピオンズリーグ2004において、国内のホームスタジアムを使用することのできないイラクのクラブがこのスタジアムが使用して試合をおこなっている。スタジアムはティシュリーン・スポーツセンター内にあり、隣にはバスケットボールなど室内競技全般に運用可能な体育館が併設されている。